# 卡塞杰罗拉
卡塞杰罗拉（義大利語：Casei Gerola），是意大利帕维亚省的一个市镇。总面积24.81平方公里，人口2568人，人口密度103.5人/平方公里（2009年）。国家统计（ISTAT）代码为018033。